# Rodrigo Badilla
Rodrigo Sequeira Badilla (né le 22 juin 1957) est un ancien arbitre costaricien de football. Il fut suspendu pour la Coupe du monde 1998, pour un pot de vin de 50 000 dollars perçus pour truquer un match des éliminatoires (Japon-UAE). 

## Carrière
Il a officié dans des compétitions majeures :
- Coupe des confédérations 1992 (1 match)
- Gold Cup 1993 (1 match)
- Coupe du monde de football des moins de 20 ans 1993 (2 matchs)
- Coupe du monde de football de 1994 (3 matchs)
- Coupe des confédérations 1995 (1 match)
- Copa América 1997 (2 matchs)
- Gold Cup 1998 (2 matchs)